# Kegelita
La kegelita és un mineral de la classe dels silicats. Rep el nom en honor de Friedrich Wilhelm Kegel (1874-1948), director de mines i operacions a la mina Tsumeb (Namíbia) entre els anys 1922 i 1938.

## Característiques
La kegelita és un silicat de fórmula química Pb₈Al₄(Si₈O20)(SO₄)₂(CO₃)₄(OH)₈. Cristal·litza en el sistema monoclínic.
Segons la classificació de Nickel-Strunz, la kegelita pertany a «09.EC - Fil·losilicats amb plans de mica, compostos per xarxes tetraèdriques i octaèdriques» juntament amb els següents minerals: minnesotaïta, talc, wil·lemseïta, ferripirofil·lita, pirofil·lita, boromoscovita, celadonita, chernykhita, montdorita, moscovita, nanpingita, paragonita, roscoelita, tobelita, aluminoceladonita, cromofil·lita, ferroaluminoceladonita, ferroceladonita, cromoceladonita, tainiolita, ganterita, annita, ephesita, hendricksita, masutomilita, norrishita, flogopita, polilitionita, preiswerkita, siderofil·lita, tetraferriflogopita, fluorotetraferriflogopita, wonesita, eastonita, tetraferriannita, trilitionita, fluorannita, xirokxinita, shirozulita, sokolovaïta, aspidolita, fluoroflogopita, suhailita, yangzhumingita, orlovita, oxiflogopita, brammal·lita, margarita, anandita, bityita, clintonita, kinoshitalita, ferrokinoshitalita, oxikinoshitalita, fluorokinoshitalita, beidel·lita, kurumsakita, montmoril·lonita, nontronita, volkonskoïta, yakhontovita, hectorita, saponita, sauconita, spadaïta, stevensita, swinefordita, zincsilita, ferrosaponita, vermiculita, baileyclor, chamosita, clinoclor, cookeïta, franklinfurnaceïta, gonyerita, nimita, ortochamosita, pennantita, sudoïta, donbassita, glagolevita, borocookeïta, aliettita, corrensita, dozyïta, hidrobiotita, karpinskita, kulkeïta, lunijianlaïta, rectorita, saliotita, tosudita, brinrobertsita, macaulayita, burckhardtita, ferrisurita, surita i niksergievita.

## Formació i jaciments
Va ser descoberta a la mina Tsumeb, situada a la localitat homònima de la regió d'Otjikoto, a Namíbia. També ha estat descrita a la prospecció Grieves Siding (Tasmània, Austràlia), a la mina Minge (Østfold, Noruega) i al filó Old Glencrieff (Wanlockhead, Escòcia).